# بؤر الخبيئات الشاذة
بؤر الخبيئات الشاذة (ACF) هي مجموعة من الغدد الشاذة الشبيهة بالأنبوب في بطانة القولون و المستقيم (تشريح). تتشكل بؤر الخبيئات الشاذة قبل سرطان القولون المستقيم وتعد أحد أقرب التغيرات الواضحة في القولون التي قد تؤدي إلى السرطان. تتسم بؤر الخبيئات الشاذة بأنها مقاومة للاستماتة، على عكس الخلايا الظهارية الطبيعية. عندما نبحث عن بؤر الخبيئات الشاذة بالمجهر، يُستخدم أزرق الميثيلين كعامل تلوين (علم أحياء) . (من السهل نسبيًا الكشف عن الرقم الناتج باستخدام المجهر في وضع التكبير المنخفض x40).
وقد استُخدمت بؤر الخبيئات الشاذة الخاضعة للإختبارات الكيميائية على نحو كبير في القوارض لاختبار المواد الكيميائية والوجبات الغذائية التي قد تمنع سرطان القولون المستقيم، وتناولتها أكثر من 400 مقالة علمية.
تعد أهمية بؤر الخبيئات الشاذة الشبيهة بالعلامات البيولوجية للأجهزة الطرفية البديلة للسرطان أمرًا مثيرًا للجدل. مؤخرًا، تم تشخيص العديد من الآفات البديلة المحتمل تسببها للسرطان (مثل البؤر المستنزفة للموسين (MDF) والخبيئات المتراكمة لبروتين بيتا كاتينين (BCAC) وبؤر الخبيئات الشاذة المسطحة)التي قد تكون مؤشرات حيوية أفضل من بؤر الخبيئات الشاذة.;
وقد استُخدم ريسفيراترول جلوكوسايد (Resveratrol glucoside)الموجود في البرسيم المعدل وراثيًا للحماية من بؤر الخبيئات الشاذة في الفئران.